# Temporada 1948 de las Grandes Ligas de Béisbol
La Temporada 1948 de las Grandes Ligas de Béisbol fue disputada de abril a octubre, con 8 equipos tanto en la Liga Americana como en la Liga Nacional con cada equipo jugando un calendario de 154 partidos.
La temporada finalizó cuando Cleveland Indians derrotaron en la Serie Mundial a Boston Braves en seis juegos.

## Premios y honores
- MVP
  - Lou Boudreau, Cleveland Indians (AL)
  - Stan Musial, St. Louis Cardinals (NL)
- Novato del año
  - Alvin Dark, Boston Braves (NL)

## Temporada Regular
| Liga Americana         | Liga Americana | Liga Americana | Liga Americana | Liga Americana | Liga Americana | Liga Americana |
| Equipo                 | V              | D              | CTE            | JD             | LOCAL          | VISITA         |
| ---------------------- | -------------- | -------------- | -------------- | -------------- | -------------- | -------------- |
| Cleveland Indians      | 97             | 58             | .626           | -              | 48-30          | 49-28          |
| Boston Red Sox         | 96             | 59             | .619           | 1              | 55-23          | 41-36          |
| New York Yankees       | 94             | 60             | .610           | 2½             | 50-27          | 44-33          |
| Philadelphia Athletics | 84             | 70             | .545           | 12½            | 36-41          | 48-29          |
| Detroit Tigers         | 78             | 76             | .506           | 18½            | 39-38          | 39-38          |
| St. Louis Browns       | 59             | 94             | .386           | 37             | 34-42          | 25-52          |
| Washington Senators    | 56             | 97             | .366           | 40             | 29-48          | 27-49          |
| Chicago White Sox      | 51             | 101            | .336           | 44½            | 27-48          | 24-53          |

| Liga Nacional         | Liga Nacional | Liga Nacional | Liga Nacional | Liga Nacional | Liga Nacional | Liga Nacional | Liga Nacional |
| Equipo                | V             | D             | CTE           | JD            | LOCAL         | VISITA        |               |
| --------------------- | ------------- | ------------- | ------------- | ------------- | ------------- | ------------- | ------------- |
| Boston Braves         | 91            | 62            | .595          | -             | 45-31         | 46-31         |               |
| St. Louis Cardinals   | 85            | 69            | .552          | 6½            | 44-33         | 41-36         |               |
| Brooklyn Dodgers      | 84            | 70            | .545          | 7½            | 36-41         | 48-29         |               |
| Pittsburgh Pirates    | 83            | 71            | .539          | 8½            | 47-31         | 36-40         |               |
| New York Giants       | 78            | 76            | .506          | 13½           | 37-40         | 41-36         |               |
| Philadelphia Phillies | 66            | 88            | .429          | 25½           | 32-44         | 34-44         |               |
| Cincinnati Reds       | 64            | 89            | .418          | 27            | 32-45         | 32-44         |               |
| Chicago Cubs          | 64            | 90            | .416          | 27½           | 35-42         | 29-48         |               |

## Postemporada
AL Cleveland Indians (4) vs. NL Boston Braves (2)
|                                          |
| Campeón Cleveland Indians Segundo Título |

## Líderes de la liga

### Liga Americana
Líderes de Bateo 
| Categoría           | Jugador       | Equipo | Marca |
| ------------------- | ------------- | ------ | ----- |
| Porcentaje de bateo | Ted Williams  | BOS    | .369  |
| Cuadrangulares      | Joe DiMaggio  | NYY    | 39    |
| Carreras Impulsadas | Joe DiMaggio  | NYY    | 155   |
| Carreras Anotadas   | Tommy Henrich | NYY    | 138   |
| Hits                | Bob Dillinger | SLB    | 207   |
| Robo de Bases       | Bob Dillinger | SLB    | 28    |

Líderes de Pitcheo 
| Categoría         | Jugador          | Equipo | Marca |
| ----------------- | ---------------- | ------ | ----- |
| Victorias         | Hal Newhouser    | DET    | 21    |
| Derrotas          | Fred Sanford     | SLB    | 21    |
| ERA               | Gene Bearden     | CLE    | 2.43  |
| Ponches           | Bob Feller       | CLE    | 164   |
| Entradas Lanzadas | Bob Lemon        | CLE    | 293.2 |
| Juegos salvados   | Russ Christopher | CLE    | 17    |

### Liga Nacional
Líderes de Bateo 
| Categoría           | Jugador                 | Equipo  | Marca |
| ------------------- | ----------------------- | ------- | ----- |
| Porcentaje de bateo | Stan Musial             | STL     | .376  |
| Cuadrangulares      | Ralph Kiner Johnny Mize | PIT NYG | 40    |
| Carreras Impulsadas | Stan Musial             | STL     | 131   |
| Carreras Anotadas   | Stan Musial             | STL     | 135   |
| Hits                | Stan Musial             | STL     | 230   |
| Robo de Bases       | Richie Ashburn          | PHI     | 32    |

Líderes de Pitcheo 
| Categoría         | Jugador        | Equipo | Marca |
| ----------------- | -------------- | ------ | ----- |
| Victorias         | Johnny Sain    | BSN    | 21    |
| Derrotas          | Dutch Leonard  | PHI    | 17    |
| ERA               | Harry Brecheen | STL    | 2.24  |
| Ponches           | Harry Brecheen | STL    | 149   |
| Entradas Lanzadas | Johnny Sain    | BSN    | 314.2 |
| Juegos salvados   | Harry Gumbert  | CIN    | 17    |